# Paulo Mendes da Rocha

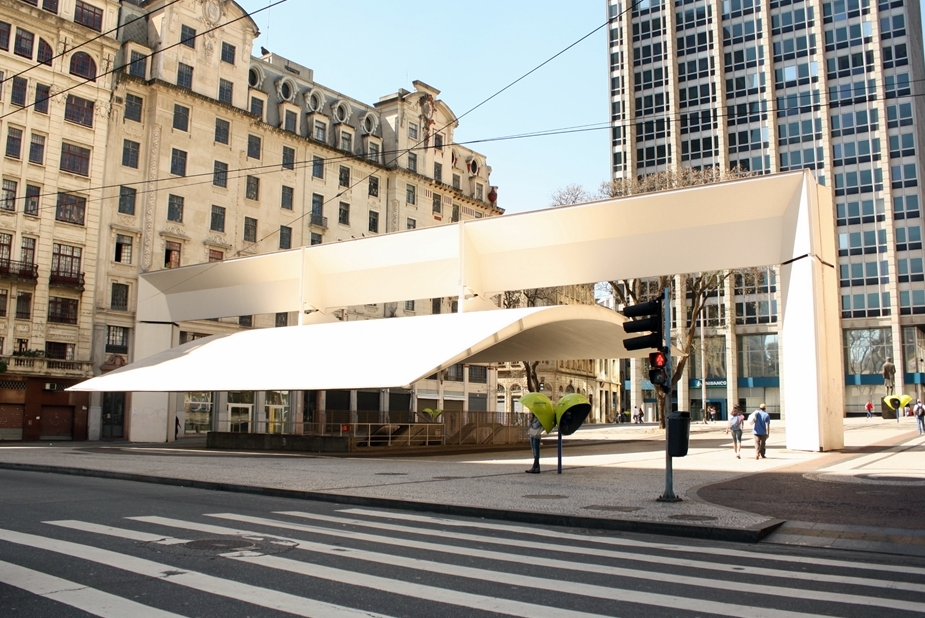
Praça do Patriarca i São Paulo.

Paulo Mendes da Rocha, född 25 oktober 1928 i Vitória i Espírito Santo, död 23 maj 2021 i São Paulo, var en brasiliansk arkitekt. 
Paulo Mendes da Rocha belönades 2000 med Mies van der Rohepriset, 2006 med Pritzkerpriset och 2016 med Praemium Imperiale.
Paulo Mendes da Rocha utbildade sig vid Universidade Presbiteriana Mackenzies arkitektskola och tog examen 1954. Han har nästan enbart arbetat i Brasilien och ritat byggnader sedan 1957, många av dem uppförda i betong, en metod några kallar "Brasiliansk brutalism" och som kan sägas tillåta att byggnader byggs snabbt och billigt. Han har bidragit med ett flertal ansenliga kulturbyggnader i São Paulo och fått ett brett erkännande för att ha förbättrat och återvitaliserat staden. Paulo Mendes da Rocha är den andra brasilianske arkitekten som har fått Pritzkerpriset, efter Oscar Niemeyer som fick priset 1988.
Mendes da Rocha arbetade som arkitekturprofessor vid fakulteten för arkitektur och urbanism (FAUUSP) vid Universitetet i São Paulo, fram till 1998.

## Verk i urval
- Pinakoteket i San Paulo (renovering)

## Bildgalleri

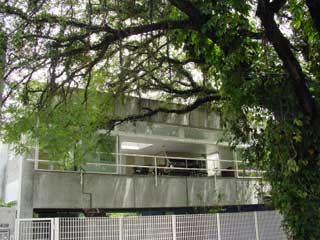
Casa Gerassi, Rocha i São Paulo.
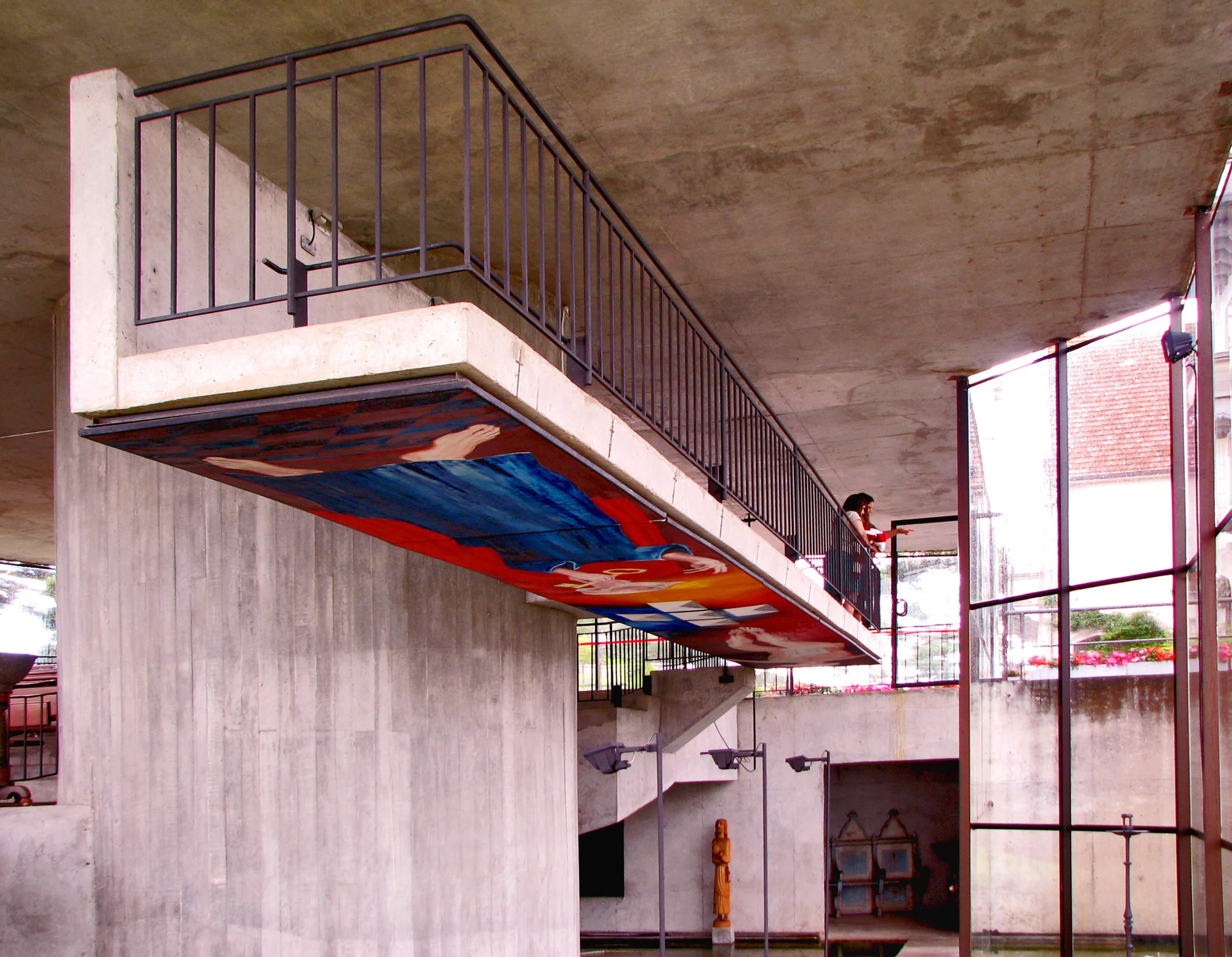
Capela de São Pedro Apóstolo i Campos do Jordão.
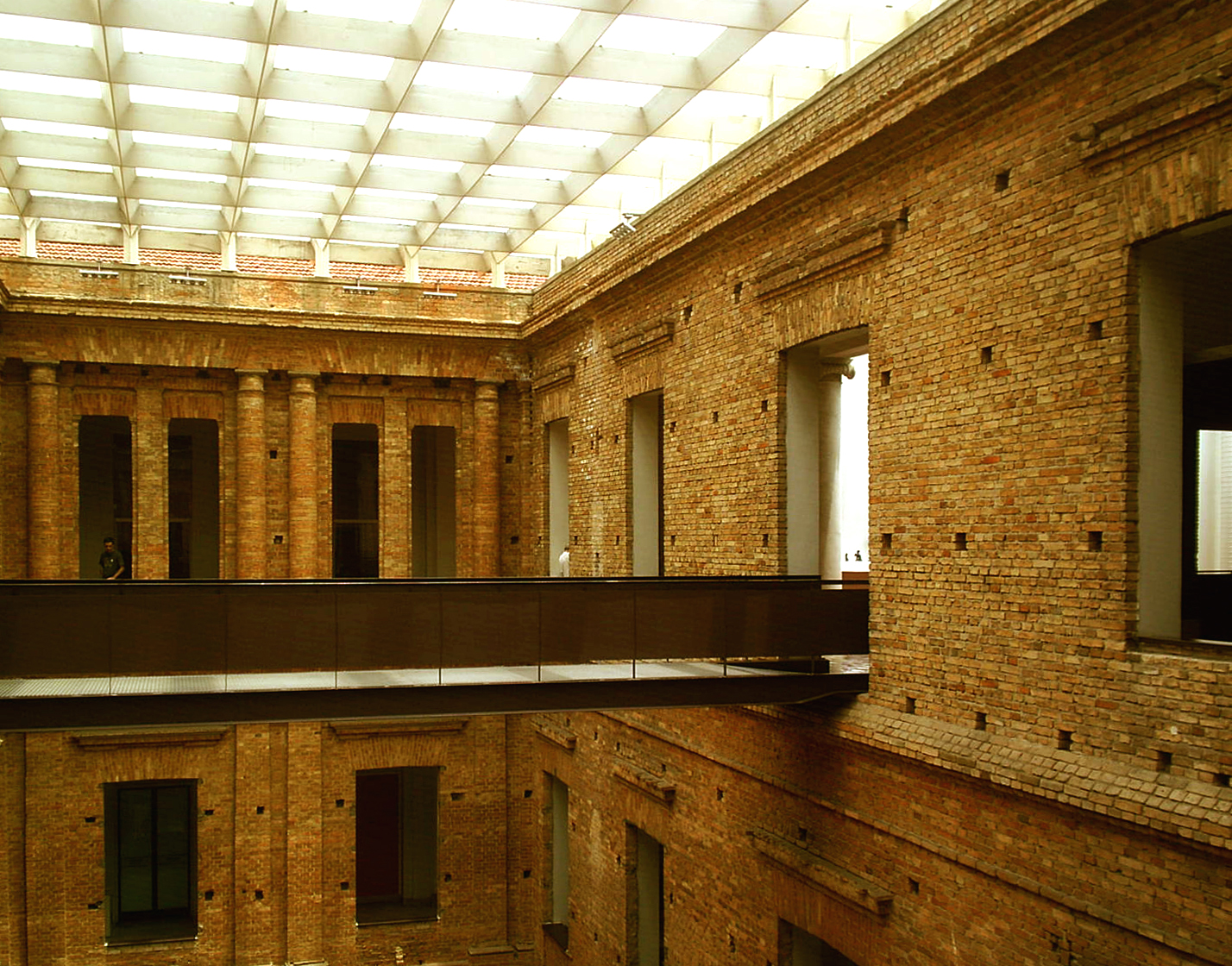
Pinacoteca do Estado de São Paulo.